# Ramashang

## Oprindelse[1]
Ramashang er et dansk orkester, som siden 2006 har spillet på middelalder-, vikinge- og andre historiske markeder.
Orkestret udspringer af to omstændigheder. Lars Højvang Rasmussen og Jonas Lindh startede i 2003 som musikanter i den lokale gøglergruppe, som mødtes og optrådte på Voergård Middelaldermarked ved Flauenskjold. Sidenhen stødte Tommy Blaabjerg Lange og Jakob Skov Søndergaard til. I første omgang mødte bandets oprindelige medlemmer hinanden i masketeatergruppen Dunkelfolket. Disse optrådte uden ord og med kropssprog som vigtigste medie, akkompagneret af musik inspireret af nordisk folkemusik. Disse principper blev ført videre i Ramashang blandet op med klassisk gadegøgl. I 2006 fusionerede gøglen og folkemusikken i Ramashang, som optrådte for første gang på Voergård Middelaldermarked.
Orkestret har sidenhen optrådt i hele Norden.

## Medlemmer

### Nuværende medlemmer
Jonas Lindh, sækkepibe og skalmeje
Ronny Sterlø, skalmeje
Nicolas Kock Simms, drejelire
Tommy Blaabjerg Lange, djembe
Magnus Krogh, davul

### Tidligere medlemmer
Jakob Skov Søndergaard, skalmeje,
Lars Højvang Rasmussen, davul

## Udgivelser
Oplæg til mere sovs (2008)
Mjød, skøger og gøglerpunk (2016)
Ramashang (2025)
1. ↑  www.ramashang.dk